# 小倉久佳
小倉 久佳（おぐら ひさよし、1959年4月2日 - ）は、ゲームミュージック等の作曲家。福岡県福岡市出身。日本大学文理学部哲学科卒業。
タイトー所属時代のクレジット(スタッフロール)では、小倉の愛称である "OGR" の表記が多く使われた。2007年の独立以降は小倉久佳音画制作所（おぐらひさよしおんがせいさくしょ、英: Ogura Hisayoshi Onga Seisakushow）を名乗る。

## 略歴
出版社の営業職時代にゲームセンターで日本物産『クレイジー・クライマー』に出会い、ゲーム内で声を出していることに驚き、ゲーム音楽の仕事に興味を持つようになった。1983年、株式会社タイトーに入社。サウンド制作部門（1987年より「ZUNTATA」を名乗る）に所属し、主にアーケードゲームの作曲・編曲業務に携わる。
1987年、アルファレコード・G.M.O.レーベルの『ダライアス―タイトー・ゲーム・ミュージック VOL.2』は、同レーベル初にして唯一の単一タイトルのみの収録。
アーケードゲーム専門誌「ゲーメスト」で毎年開催されていたゲーメスト大賞では、第1回のゲーメスト大賞に『ダライアス』が選出。以降、VGM（音楽）部門では第2回のベストVGM賞（1位）に『ニンジャウォーリアーズ』、第3回の第2位に『ダライアスII』、第6回の第6位に『ギャラクティックストーム』、第8回の第4位に『ダライアス外伝』、第11回のベストVGM賞に『Gダライアス』と、多くの作品がランクインしていた。
ZUNTATA名義でのアルバム編曲、演奏陣は松前公高、上野耕路、棚橋UNA信仁、上杉洋史、鈴木Daichi秀行らで構成されていた。
2007年3月にタイトーを退社。フリーランス（「小倉久佳音画制作所」名義）にて、作曲・編曲活動を行っている。2015年2月1日には、自身初のトークイベント「VISIONNERZ〜幻視人〜VOL.0.5」を開催した。
2020年7月8日より、「音画制作所解剖室」と題したネットラジオをYouTubeにて配信開始（毎週水曜日19時更新）。小倉は「ダディ小倉（コンポーザー父）」と名乗り、実娘の「sayPaPa娘」とともにトークを行う。

## 作品

### アーケードゲーム

#### 作曲・編曲
- THE運動会（1984年）
  - デビュー作
- アウターゾーン（1984年）
- べんべろべえ（1984年）
- バギーチャレンジ（1984年）
- 40-0 （1984年）
- メタルソルジャーアイザックII（1985年）
- 影の伝説（1985年）
- 女三四郎（1985年）
- スーパーデッドヒート（1985年）
  - 外注会社SC（スペースクリエイティブ）と共作
  - 『スーパーデッドヒートII』はロケテストのみで製品化されていないが、アルバム『タイトー・ゲーム・ミュージック』に楽曲が収録されている
- 宇宙戦艦ヤマト（レーザーディスクゲーム、1985年）
  - 宮川泰作曲の原曲を今村良雄とFM音源で編曲
- リターン オブ ザ インベーダー (1985年)
- 奇々怪界（1986年）
- アルカノイド（1986年）
  - 君島正との共作
- ハレーズコメット（1986年）
- 陸海空 最前線（1986年）
- スクランブルフォーメーション（1986年）
  - ゲーム本編BGMは外注で編曲のみ、未使用BGMの作・編曲
- ダライアス（1986年）
- アルカノイド リベンジ オブ Doh（1987年）
  - 未使用BGMがフリップルのメインBGMとして流用。その他の楽曲は古川典裕が担当。
- ニンジャウォーリアーズ（1987年）
- エクスターミネーション（1987年）
- プランプポップ（1988年）
  - 外注会社SC（スペースクリエイティブ）と共作
- ラスタンサーガII（1988年）
- ダライアスII（1989年）
- ヴォルフィード（1989年）
- ギャラクティックストーム（1992年）
- ダライアス外伝（1994年）
- Gダライアス（1997年）
- ゾイドインフィニティ（2004年）

#### 作曲以外
- タイムギャル(1985年)
  - オープニング曲の演奏のみ[2]
- レインボーアイランド（1987年）
  - アルバム『ニンジャウォーリアーズ -G.S.M.TAITO 1-』には小倉の作曲との表記だが、実際の作・編曲は外注のSplatter Aこと相澤静夫が担当
- 地獄めぐり（1988年）
  - 作・編曲は外注のピンチパンチが担当、小倉はサウンドディレクションを担当
- Dr.トッペル探検隊（1988年）
  - ゲームの開発はカネコ、小倉はスタッフロールで「SUPERVISING SOUND EDITOR」と表記、サウンドディレクションを担当
- マスターオブウェポン（1989年）
  - 作・編曲は外注のピンチパンチが担当、小倉はサウンドディレクションを担当
- ソニックブラストマン（1990年）
  - 声の出演（デモのナレーションを担当）
- カイザーナックル（1994年）
  - 声の出演（マルコのCVを担当）
- パズルボブル2（1995年）
  - 声の出演（もんすたのCVを担当）

### その他プラットフォーム
- ザイゾログ（MSX、1984年）
- スイートエイーコン（MSX、1984年）
- チョロQ (MSX、1985年）
- バブルボブル（MSX2移植、1987年）
- 東京SHADOW(PlayStation/セガサターン、1996年)
- 電車でGO! 旅情編（PlayStation 2、2002年）
- ダイノキング（メダルゲーム、2002年）
- カプリチオG-ONE（プライズゲーム、2003年）
- カプリチオリフトW（プライズゲーム、2004年）
- ヤジルシくん（メダルゲーム、2004年）
- カプリチオスター（プライズゲーム、2005年）
- ダイノマックス（メダルゲーム、2005年）
- EXIT（PlayStation Portable、2005年）
  - サウンドプロデュース、効果音制作、音声編集

### 楽曲・アレンジ提供
- 伊藤美紀「哀愁ピュセル（1987年）」
  - 同シングルB面「小夜（リトルナイト）カーニバル」提供。クレジットはZUNTATA名義
  - ゲーム『奇々怪界 怒涛編』イメージソング
- ダライアスバースト（タイトー、PlayStation Portable、2009年）
  - 「Hello 31337」提供
  - 同曲はタイトーの音楽ゲーム『ミュージックガンガン! 2』および『グルーヴコースター』シリーズにも収録
- ダライアスバースト リミックス ワンダーワールド（2010年）
  - 「リカイフノウ」（「Calm down」アレンジ）提供
- COZMO 〜ZUNTATA 25th Anniversary〜（2012年）
  - 「Negative Return」提供
- ベクトロス（nenet、iOS、2013年[3]）
  - 全楽曲を担当。小倉久佳音画制作所名義
- ラグナロクオンライン エレメンタルチューンズ（2013年）
  - 「Under the ground」アレンジ提供
- みんなでまもって騎士 姫のトキメキらぷそでぃ (エインシャント、ニンテンドー3DS、2014年[4])
  - 「Retro-Nitro-Girl」提供
- DARIUS THE OMNIBUS III -邂逅-（『ダライアス コズミックリベレーション』特装版特典CD、2021年）
  - 「Un-」（『Gダライアス』イメージ新曲）提供
- コットン リブート!（BEEP、Nintendo Switch、2021年）
  - 「LAST BOSS」提供
- 70/35 -TAITO 70th / ZUNTATA 35th Anniversary-（イーグレットツー ミニ特典CD、2022年[5]）
  - 「L37 me 0u7 - OUTER ZONE -」（『アウターゾーン』アレンジ）提供

### アルバム
ゲーム音楽のサウンドトラックは除く。
- ZUNTATA RARE SELECTION Vol.1 STOIC ROMANCE
  - 「東京SHADOW」のBGMを中心に構成したセレクションアルバム。
- GALLERY 〜オブジェ〜 the VERY BEST of OGR
  - 小倉自身が選りすぐった楽曲を堀内鴻多郎、上杉洋史らがアレンジしたトラックと「Gダライアス」のオリジナル楽曲で構成されるベストアルバム。
- 俯瞰した事実と客観的な虚構 このふたつで僕は世界をつくる MMXV-I
  - イベントにて販売[6]の後、通信販売を開始[7]。

  1. Model K -scientist's delusion-
完全オリジナル曲。
  2. Negative Return -Apollo11-
『COZMO 〜ZUNTATA 25th Anniversary〜』提供の同名曲のリミックス。
  3. SiLent ErRors -Un-True-
『ベクトロス』の同名曲のリミックス。後に『グルーヴコースター2』に収録。

  - 2016年1月23日、東京ゲーム音楽ショー2016にて、TECHNOuchiによるリミックス「SociAl ErRors I)-GalaXY dUb - II) eXperiencE-」を加えた刷新版が発売[8]。
- レトロニトロガールUTA（DEMO MIX. Vox by say PaPa娘）
  - 「Retro-Nitro-Girl」ボーカルバージョン。ボーカルは小倉の実娘。
  - テスト版をコミックマーケット88にて販売、のち製品版をコミックマーケット89ほかにて販売。
- 罪摘花 −N.minus One−
  - エコツミに提供した楽曲のライブ用マイナスワン音源。コミックマーケット89ほかにて販売。
- SiLenT ErRors -STAREC Mix- [DEMO]
  - 表題曲のTECHNOuchiによるリミックス。コミックマーケット89ほかにて販売。
- O-parts
  - 小倉久佳音画制作所10周年企画アルバム。タイトー在籍時の2000 - 2007年に作曲した未CD化音源をエディット[9]。
- BeEple 俯瞰した事実と客観的な虚構 このふたつで僕は世界をつくる MMXIX-II-
  - 2020年1月30日発売。

  1. BeEple -CPU beginning-
  2. Go ahEad -Holic-
『ベクトロス』の同名曲のリミックス。
  3. 2045 initiAtIve -Liar-

## 影響
- 妖精帝國のギタリスト・橘は、小倉から大きな影響を受けたことを公言している[10]。